# Hôtel des Ingénieurs des Tréfileries
L'hôtel des Ingénieurs des Tréfileries est un édifice situé dans la ville du Havre, dans la Seine-Maritime en Normandie.

## Situation
Il se situe au 9, rue Charles-Porta, dans le quartier de l'Eure qui fut englobé au Havre en 1881.

## Histoire
Lazare Weiller construit cet immeuble entre 1905 et 1910 afin d'accueillir les ingénieurs en visite et le directeur de la société. Il est structuré comme une vaste demeure bourgeoise.
L'ancien hôtel, en totalité, y compris les éléments mobiliers de décor intérieur sont inscrits au titre des monuments historiques par arrêté du 26 octobre 1998.

## Description
Il se compose de deux niveaux et présente des façades sobres qui reflètent le parti intérieur. La distribution et le décor intérieur d'inspiration Jugendstyl sont restés intacts avec le vestibule, escalier, salle à manger et l'ensemble de son mobilier scellé dans les lambris et salon-fumoir. L'étage, plus simple est organisé comme un hôtel de voyageurs et a marché ainsi jusque vers 1960.